# Dents Blanches
Die Dents Blanches (auch Les Dents Blanches, aus dem Französischen «Weisse Zähne») ist eine Bergkette in den Chablais-Alpen zwischen Sixt-Fer-à-Cheval in Frankreich (Haute-Savoie) und Champéry in der Schweiz (Kanton Wallis). Die  Bergkette dominiert zusammen mit der nordöstlich gelegenen Dents du Midi das Val d’Illiez. 
Die Dents Blanches besteht aus mehreren Gipfeln, von denen der Dent de Barme 2759 m ü. M.  der höchste ist.

## Wichtigste Gipfel
- Dent de Barme, 2759 m ü. M.
- Pointe de La Golette, 2638 m ü. M.
- Dents Blanches occidentales, 2709 m ü. M.
- Dent des Sex Vernay, 2660 m ü. M.
- Fenêtre des Dents Blanches, 2601 m ü. M.